# Austernsauce (Gericht)
Austernsauce (Sauce aux huitres) ist eine helle Sauce der klassischen französischen Küche, die zu Fisch und Wildgeflügel gereicht wird.
Zur Zubereitung werden frische Austern kurz in Weißwein steifgekocht und herausgenommen, der Wein mit der Flüssigkeit aus den Austernschalen und weißer Grundsauce vermischt, die Sauce durchgekocht, mit Sahne und Eigelb gebunden und mit Zitronensaft und etwas Cayennepfeffer gewürzt sowie die Austern wieder hinzugegeben.